# Cryptoprymna
Cryptoprymna is een geslacht van vliesvleugeligen uit de familie Pteromalidae. De wetenschappelijke naam van dit geslacht is voor het eerst geldig gepubliceerd in 1856 door Förster.

## Soorten
Het geslacht Cryptoprymna omvat de volgende soorten:
- Cryptoprymna africana Boucek, 1976
- Cryptoprymna atra (Walker, 1833)
- Cryptoprymna australiensis (Girault, 1913)
- Cryptoprymna brama (Motschulsky, 1863)
- Cryptoprymna crassata Huang, 1991
- Cryptoprymna crucigera Boucek, 1988
- Cryptoprymna curta Huang, 1991
- Cryptoprymna dixiana Heydon, 1988
- Cryptoprymna elongata Sureshan & Narendran, 2000
- Cryptoprymna indiana Sureshan & Narendran, 2000
- Cryptoprymna multiciliata Huang, 1991
- Cryptoprymna paludicola Askew, 1991
- Cryptoprymna pulla Huang, 1991
- Cryptoprymna xizangensis Liao & Huang, 1988